# 渋谷龍太のオールナイトニッポン0(ZERO)
『渋谷龍太のオールナイトニッポン0(ZERO)』（しぶやりゅうたのオールナイトニッポンゼロ）はニッポン放送で、2017年4月7日（4月6日深夜）から2018年3月30日（29日深夜）まで放送されたラジオ番組。

## 概要
2017年3月22日にパーソナリティになることが発表された。パーソナリティに起用したことについてニッポン放送では「楽曲と本人のトークから『真っ直ぐ』という印象を強く受けました。眠れない10代のリスナーに対し、真正面から向き合ってくれると思い、お願いしました」と説明している。
また、パーソナリティの起用が決まった渋谷は「抜擢して頂いて光栄です。人格、個性、人柄を意味してパーソナリティと呼称します。なにせ“新”パーソナリティですから。ヒリヒリしますね。任命して頂いた心意気に添える様、しっかりやりますのでヨロシクお願い致します。ぃえあ」と意気込みを見せた。
最終回（2018年3月30日、29日深夜）では渋谷が検査入院のため不在となり、渋谷以外のSUPER BEAVERメンバー三人（柳沢亮太、上杉研太、藤原広明）が代わりに出演し、『SUPER BEAVERのオールナイトニッポン0（ZERO）』として放送された。その後、同年7月7日に改めて最終回の放送が行われた。
2019年1月5日には土曜1部のパーソナリティであるオードリーが正月休み（この週は通常の1部パーソナリティ全員が正月休み）のため、この番組が一夜限りで1部に昇格し「SUPER BEAVER 渋谷龍太のオールナイトニッポン」として放送。ただし、この枠はニチレイが冠スポンサーの為、通常のオードリーと同様「ニチレイpresents」が冠につけられた。なお、いつもはオードリーのオールナイトニッポン内のコーナーで決めているニチレイ商品のプレゼントはこの週のみメール投稿者に抽選でプレゼントする形に変えられた。
2020年6月21日、オールナイトニッポン0(ZERO)土曜の枠で再び放送。
2021年4月16日・23日（2週連続）と2022年1月28日に『SUPER BEAVER渋谷龍太のオールナイトニッポンX（クロス）』を放送。
2024年11月18日（19日深夜）、『山田裕貴のオールナイトニッポン』の代替番組として『渋谷龍太のオールナイトニッポン』を放送。ゲストに濱家隆一（かまいたち）を迎えた。

## 放送時間
- 金曜 3:00-4:30（木曜日深夜）

### 単発特番
- 2018年7月7日 SUPER BEAVER渋谷龍太のオールナイトニッポン0
- 2019年1月5日 （ニチレイpresents）SUPER BEAVER渋谷龍太のオールナイトニッポン
- 2020年6月21日 SUPER BEAVER渋谷龍太のオールナイトニッポン0
- 2021年4月16日 SUPER BEAVER渋谷龍太のオールナイトニッポンX
- 2021年4月23日 SUPER BEAVER渋谷龍太のオールナイトニッポンX
- 2022年1月28日 SUPER BEAVER渋谷龍太のオールナイトニッポンX

## パーソナリティ
- 渋谷龍太（SUPER BEAVER）

## コーナー
- シブカリ[7]

人気のあるスマートフォンアプリ「メルカリ」をもじったもので、いわゆる「アラサー世代が懐かしいアイテム」の情報を募り、実際に借りる場合がある。
- HANNER SONIC[7]

このコーナーも、「SUMMER SONIC」をもじったもので、リスナーからオリジナルな鼻歌を音声ファイルにて送付してもらう。
- 夜明けのぶーやんダイヤル[7]

留守番電話を用いたコーナーで、悩みや相談を留守番電話に吹き込んでもらい、それを渋谷が答える。

## ゲスト及びその他の出演者
- 柳沢亮太、上杉研太、藤原広明（SUPER BEAVER、2017年5月19日、2017年9月7日、2018年3月2日、3月30日放送分）
- MOROHA（2017年6月16日、2018年3月9日放送分）
- 田邊駿一（BLUE ENCOUNT、2017年6月23日放送分）
- 井上苑子、柳沢亮太（2017年7月28日放送分）
- 田邊駿一、片岡健太（sumika）、Bluem of Youth、motsu（m.o.v.e）（2017年8月25日放送分）
- 村上学（テスラは泣かない。、2017年9月1日放送分）
- 相田周二（三四郎、2017年9月29日放送分）
- 柳沢亮太（2017年10月13日放送分）
- 狩野英孝（2017年10月20日放送分）
- mick（Amelie、2017年10月26日放送分）
- 新内眞衣（乃木坂46、2017年11月17日放送分）
- Taka（ONE OK ROCK、2017年11月24日放送分）
- 品川ヒロシ（品川庄司）、安本彩花（私立恵比寿中学）（2017年12月15日放送分）
- 武井優心、砂川一黄（Czecho No Republic）、藤田悠祐（会社員、渋谷の高校時代の友人）（2018年1月6日放送分）
- やべきょうすけ（2018年2月16日放送分）
- 藤田悠祐（2019年1月6日放送分）
- 藤田悠祐（2020年06月21日放送分）